# Theodor Hoffmann
Theodor Hoffmann (Kuhlen-Wendorf, 27 febbraio 1935 – Berlino, 1º novembre 2018) è stato un ammiraglio e politico tedesco-orientale, dal 1990 tedesco.

## Biografia
Fu comandante in capo della Volksmarine (Marina militare della Repubblica Democratica Tedesca), membro del Partito Socialista Unificato di Germania e ultimo Ministro della Difesa della DDR, dal 18 novembre 1989 al 18 marzo 1990.